# Distretto di Lecce
Il distretto di Lecce fu una circoscrizione amministrativa di secondo livello del Regno di Napoli e, quindi, del Regno delle Due Sicilie. Il distretto, subordinato alla provincia di Terra d'Otranto, risultò costituito, dopo il 1837, da 43 comuni e 16 uniti.

## Istituzione e soppressione
Fu costituito nel con la legge 132 del 1806 Sulla divisione ed amministrazione delle province del Regno, varata l'8 agosto di quell'anno da Giuseppe Bonaparte. Dopo l'occupazione garibaldina e l'annessione al Regno di Sardegna, del 1860, e con la proclamazione del Regno d'Italia, del 1861, l'ente fu soppresso.

## Suddivisione in circondari
Il distretto di Lecce, come gli altri distretti del reame, era suddiviso in successivi livelli amministrativi gerarchicamente dipendenti dal precedente. Al livello immediatamente successivo, infatti, vi erano i circondari, che, a loro volta, erano costituiti da comuni.
Le funzioni dei circondari riguardavano esclusivamente l'amministrazione della giustizia. Tali circoscrizioni, che costituivano il terzo livello amministrativo dello stato, delimitavano un ambito territoriale che abbracciava, generalmente, uno o più comuni, tra i quali veniva individuato un capoluogo. In particolare, il distretto di Lecce, dopo il 1814, risultò composto da 13 circondari.
Elenco dei circondari:
- Circondario di Lecce:
Lecce, San Pietro in Lama, Surbo
- Circondario di San Cesario:
San Cesario di Lecce, Lizzanello (borgo aggregato Merine), Cavallino (o Gaballino), Lequile (borgo aggregato Dragoni), San Donato (borgo aggregato Galugnano)
- Circondario di Vernole:
Vernole (borghi aggregati Strudà, Acquarica di Lecce, Acaja, Vanza, Pisignano), Melendugno (borghi aggregati Roca, Borgagne), Castrifrancone (borgo aggregato Castriguarino)
- Circondario di Campi:
Campi, Squinzano, San Pietro Vernotico, Torchiarolo, Cellino
- Circondario di Novoli:
Novoli, Trepuzzi
- Circondario di Monteroni:
Monteroni di Lecce, Arnesano, Carmiano (borgo aggregato Magliano)
- Circondario di Galatina:
Galatina (borgo aggregato Noha[5])
- Circondario di Soleto:
Soleto, Sternatia, Martignano, Zollino
- Circondario di Copertino:
Copertino, Leverano
- Circondario di Cutrofiano:
Cutrofiano (borgo aggregato Collepasso), Sogliano, Corigliano
- Circondario di Carpignano:
Carpignano (borgo aggregato Serrano), Cannole, Bagnolo del Salento
- Circondario di Otranto:
Otranto, Uggiano la Chiesa (borgo aggregato Casamassella), Giurdignano, Palmariggi
- Circondario di Martano:
Martano, Caprarica di Lecce, Castrignano de' Greci, Melpignano, Calimera

## Variazioni territoriali

### Distretto di Gallipoli
Al momento della sua istituzione, il territorio del distretto di Lecce era molto più ampio: comprendeva, infatti, altri 14 circondari, che, il 1º gennaio 1814, furono scorporati dalla circoscrizione leccese e trasferiti al costituendo distretto di Gallipoli, in seguito a quanto disposto dal decreto n. 1697 del 21 aprile 1813 Per la formazione d'un quarto distretto nella provincia di Terra d'Otranto, a firma del sovrano Gioacchino Murat.

### Circondario di Campi
Contestualmente allo scorporo dei circondari che andarono a formare il nuovo distretto gallipolitano, fu disposta anche l'inclusione, nel distretto di Lecce, del circondario di Campi, che, fino al 1813, era stato aggregato al distretto di Mesagne.

### Comuni declassati a riuniti
- Martignano comune autonomo fino al 1809, viene aggregato a Sternatia. Nel 1832 ridiventa comune autonomo;
- Melpignano comune autonomo fino al 1806, viene aggregato a Castrignano dè Greci. Riottiene l'autonomia nel 1837;
- Noha comune autonomo fino al 1811, viene aggregato a Galatina.

### Istituzione di nuovi comuni
- Martignano elevato nuovamente al rango di comune nel 1832;
- Melpignano elevato nuovamente al rango di comune nel 1837;
- Castrì di Lecce istituito nel 1892, dalla unione del comune di Castrifrancone con la frazione Castriguarino;
- Collepasso istituito nel 1907, per distacco dal comune di Cutrofiano.